# Паланка II
Паланка II — пасажирський залізничний зупинний пункт Шевченківської дирекції Одеської залізниці.
Розташований біля села Паланка Уманського району Черкаської області  на лінії Христинівка — Умань між станціями Христинівка (12 км) та Умань (8 км).
Курсують приміські дизель-поїзди Черкаси — Христинівка — Умань.